# Sporosarcina luteola

Sporosarcina luteola est une bactérie du genre Sporosarcina de type Gram variable. 
Elle a été isolée sur l'équipement utilisé pour la production de sauce soja au Japon,,.